# رزاق نوهو
رزاق نوهو (بالإنجليزية: Razak Nuhu)‏ (مواليد 14 مايو 1991) هو لاعب كرة قدم غاني .

## روابط خارجية
- رزاق نوهو على موقع قاعدة بيانات كرة القدم.إي يو (الإنجليزية)
- رزاق نوهو على موقع ناشيونال فوتبول تيمز (الإنجليزية)
- رزاق نوهو على موقع Soccerway.com (الإنجليزية)

- رزاق نوهو